# Imperiu galactic
Imperiul galactic este un trop de decor science-fiction, în care majoritatea sau toate planetele locuibile din galaxia decorului sunt conduse de o singură entitate politică centralizată. Imperiile galactice apar cel mai frecvent în lucrări de fantezie științifică și operă spațială, dar pot apărea și în alte sub-genuri. Lucrările care prezintă imperii galactice pot avea aceste entități ca punct central al povestirii, redând apariția și/sau declinul imperiului. Alternativ, ele pot servi doar ca un fundal pe care se desfășoară evenimentele din povestire.
În timp ce reprezentările imperiilor galactice pot varia foarte mult de la o lucrare la alta, majoritatea imperiilor galactice împărtășesc mai mulți tropi cheie:
- Imperiul, sau cel puțin regiunile sale mai bogate și mai puternice, a avansat considerabil în știință și tehnologie în comparație cu civilizația umană actuală.
- Printre aceste progrese se numără o formă de călătorie mai rapidă decât lumina, care permite tranzitul și comunicarea pentru ca extinderea imperiului să aibă loc într-un interval de timp rezonabil.
- Lumile locuibile sunt fie administrate direct de reprezentanții guvernului imperial centralizat, fie conducerea lor locală este subordonată guvernului central.

Caracterizările acestor imperii pot varia foarte mult de la o lucrare la alta. Aceste imperii pot fi binevoitoare sau răuvoitoare; atotputernice sau prea slabe sau prea incompetente pentru a-și exercita puterea.

## Cadru
Cele mai multe dintre aceste imperii galactice depind de o formă de transport capabilă să traverseze rapid sau instantaneu distanțe cosmice vaste, de obicei măsurate în ani-lumină, de multe ori mai repede decât particulele familiare, cum ar fi fotonii care călătoresc cu viteza luminii. Aceste tehnologii instantanee sau mai rapide decât lumina (FTL) (tahionice) necesită invariabil un anumit tip de tehnologie de propulsie sau un fel de deplasare interzisă de teoriile relativității ale lui Albert Einstein. Metodele descrise se bazează adesea pe teorii care ocolesc sau înlocuiesc relativitatea: de exemplu, ipoteza unui motor warp (cum ar fi, mai precis, unitatea Alcubierre ) care îndoaie structura spațiu-timpului.
În multe cazuri, termenul de „imperiu galactic” este înșelător. În primul rând, „galactic” din expresia „imperiul galactic” sugerează o organizație care cuprinde mult mai multe sisteme stelare decât are de fapt așa cum reiese din descrierea sa. Acest lucru se poate întâmpla ca urmare a propagandei care exagerează răspândirea unei entități imperiale pentru a părea mai puternică decât este - la fel cum s-au autoprezentat state naționale istorice, cum ar fi „Sfântul Imperiu Roman”; acesta fiind aproximativ doar de două ori mai mare decât Germania modernă. În timp ce unele dintre imperiile fictive remarcate cuprind o mare parte a galaxiei, multe alte imperii pot fi clasificate ca imperii interplanetare sau interstelare, deoarece cuprind doar un grup local de sisteme stelare. 
Când lucrările prezintă imperii galactice care se întind cu adevărat în cea mai mare parte sau în toată galaxia lor mamă, ele își consideră de obicei capitala ca o „lume centrală”, o planetă dintr-un sistem stelar relativ aproape de gaura neagră supermasivă a unei galaxii. În mod obișnuit, „lumile centrale” sunt descrise ca fiind mai bogate și mai puternice din punct de vedere politic decât „lumile marginale” mai apropiate de marginea galaxiei. Cu toate acestea, această portretizare, deși obișnuită, nu este universală; multe lucrări pot inversa această dinamică sau o pot respinge cu totul.
În al doilea rând, „imperiul” din expresia „imperiul galactic” este, de asemenea, înșelător, deoarece sugerează că guvernul imperial este autoritar într-o anumită măsură, dacă nu complet autocratic. În timp ce multe imperii galactice corespund acestei descrieri, multe altele nu: imperiile galactice pot adera la orice filozofie politică din lumea reală sau la o formă unică de guvernare creată de autorii lucrării. Un exemplu proeminent de imperiu galactic non-autocratic este Republica Galactică din trilogia prequel Războiului Stelelor, care este o democrație parlamentară cu un regim hibrid (cu toate că până la urmă decade ca o dictatură fascistă pe parcursul poveștii).

## Exemple notabile

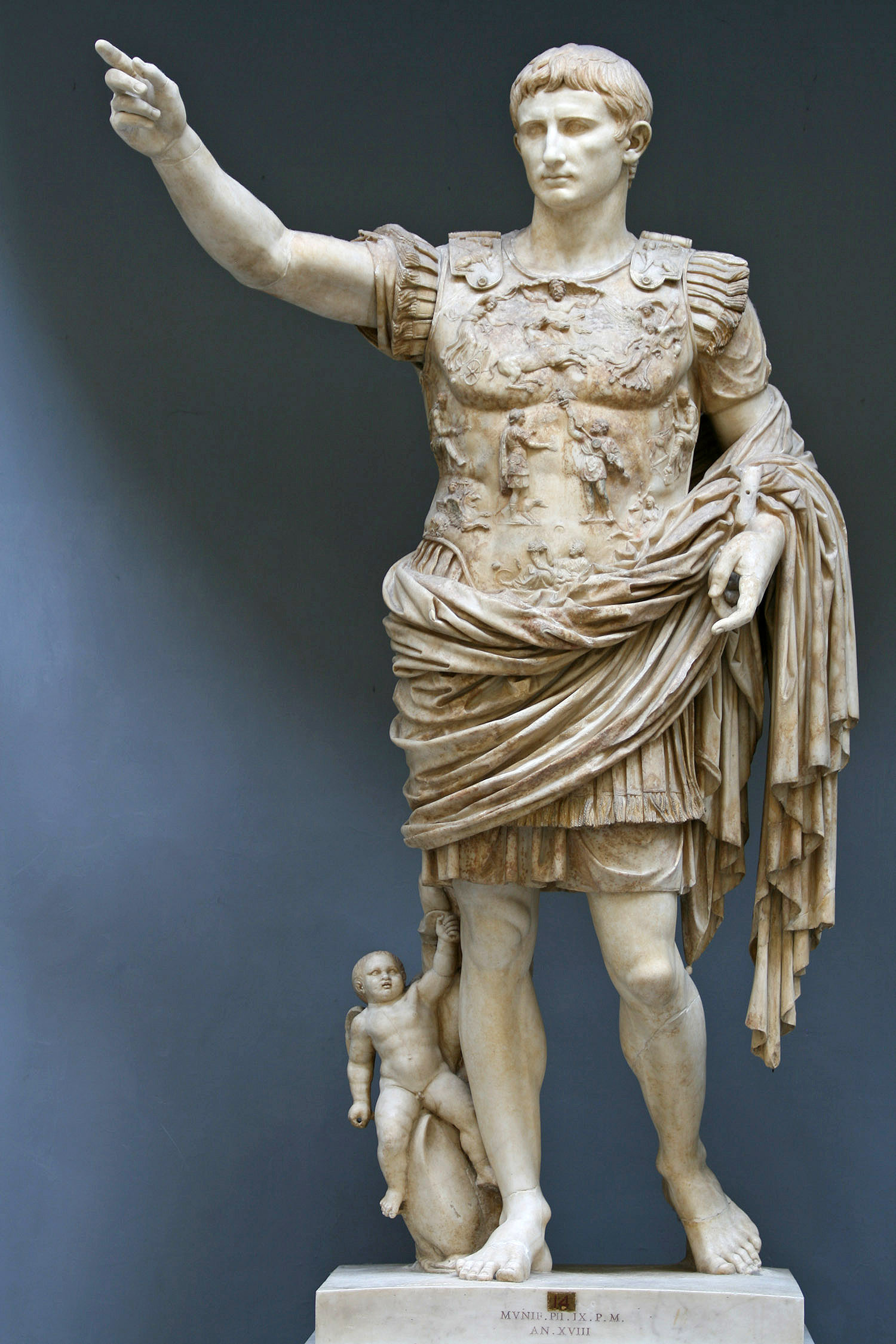
Caesar Augustus și alți lideri puternici ai Romei imperiale au avut o influență largă asupra imperiilor fictive.

### Războiul Stelelor
Cea mai cunoscută astfel de organizație publicului larg este Imperiul Galactic din Războiul Stelelor, care a fost format la rândul său pe fundația Republicii Galactice.
Războiul Stelelor descrie un imperiu condus autocratic de Darth Sidious, susținut de o puternică navă spațială. În filmul original Războiul stelelor se afirmă că a existat un Senat Imperial care a fost mai târziu desființat de împărat. A existat și un imperiu galactic numit Imperiul Sith, fondat de Darth Revan⁠(d). Această putere galactică a fost aproape de a răsturna Republica Jedi în timpul Războiului Civil Jedi.
Ca dictatură militară bazată pe frică și teroare, Imperiul este o forță în mod explicit răufăcătoare, cu trăsături lingvistice și vizuale care amintesc direct de Germania Nazistă. De exemplu, forțele lor blindate cunoscute sub numele de „Stormtrooper” sunt denumite în mod analog după Sturmabteilung (sau SA), o entitate paramilitară creată de naziști în 1920.  Cea mai cunoscută armă este emblematica Stea a Morții, o platformă spațială de dimensiunea Lunii noastre care poate distruge planete întregi.
În universul Războiului Stelelor, căderea Republicii Galactice și înlocuirea ei cu Imperiul Galactic – așa cum este prezentat în Răzbunarea Sith – amintesc de căderea istorică a Republicii Romane și înlocuirea acesteia cu Imperiul Roman condus de Augustus.
Termenul de „imperiu galactic” a căpătat, poate din cauza asocierii cu Imperiul din Războiul Stelelor, un sens peiorativ.

### Fundația și CoDominium
Spre deosebire de Războiul Stelelor, imperiile galactice din universul Fundației și universul CoDominium⁠(d) sunt organizații relativ benigne. O mare parte din intriga seriei Fundația, scrisă de Isaac Asimov, este despre cine poate reînvia cel mai bine și cel mai repede imperiul galactic căzut; se consideră de la sine înțeles că acesta este un scop pozitiv și demn. În seria CoDominium a scriitorului Jerry Pournelle, membrii imperiului lucrează adesea pentru a menține cele mai bune interese ale umanității, în ciuda eforturilor extremiștilor politici violenți de a-și urmări propriile scopuri. CoDominium este o alianță politică și o uniune între Statele Unite și Uniunea Sovietică în istoria ficțională a lui Pournelle. Format pentru a menține stabilitatea planetară, CoDominiumul devine un guvern planetar de facto și mai târziu un imperiu interstelar, deși oprește evoluția științifică și politică. SUA în perioada CoDominiumului este un stat al bunăstării cu clase sociale distincte: cetățeni și contribuabili. Imperiul este organizat pe sectoare, condus de un vicerege și guvernat de diferite ministere. Coloniile din CoDominium sunt stabilite pe planete locuibile, fondate de diverse grupuri, cum ar fi minorități etnice, grupuri religioase și afaceri. Coloniile de elită au tehnologie și flote avansate, permițându-le o oarecare independență față de CoDominium. Outies, sisteme care au păstrat suficientă tehnologie pentru a reprezenta o amenințare, servesc drept o provocare constantă pentru Marina Imperială. Romanul din 2010 al scriitoarei Jennifer R. Pournelle Outies este o continuare care explorează teme ale alienării și impactul biologiei asupra destinului.
Imperiile galactice sunt în multe cazuri modelate în mod conștient după imperiile istorice legate de Pământ. Asimov a declarat în mod explicit că Imperiul Galactic a cărui cădere este descrisă în cărțile sale Fundației este, de asemenea, modelat după Imperiul Roman, autorul inspirându-se direct din scrierile istorice ale lui Edward Gibbon, până la punctul de a baza unele personaje individuale⁠(d) pe personaje istorice. Mai exact, O piatră pe cer, care este plasat pe Pământ – o provincie săracă și înapoiată a Imperiului Galactic – este modelat după provincia Iudeea condusă de romani în secolul I d.Hr. Pământul lui Asimov – la fel ca Iudeea istorică – este puternic polarizat între cei care acceptă autoritatea imperială și fanaticii „zeloți” care țes comploturi violente de rebeliune sângeroasă și sunt ticăloșii clari ai cărții. 
Fundația este descrisă ca pornind ca o fundație de savanți, având doar un oraș de pe o planetă îndepărtată și înființând un guvern municipal modest condus, firește, de un primar. După o serie de secole de dezvoltare, care constituie subiectul principal al seriei Fundația, aceasta câștigă putere și un teritoriu enorm și ajunge să conducă practic la fel de multe sisteme stelare ca Imperiul căzut anterior - dar continuă să se numească „Fundație” mai degrabă decât „Imperiu”, iar conducătorul său – deși deține aceeași putere ca orice Împărat – își păstrează titlul de „Primar”.

### Dominic Flandry
Scriitorul Poul Anderson subliniază că imperiul în declin descris în seria sa Dominic Flandry nu acoperă întreaga galaxie, ci doar o fracțiune din unul dintre brațele sale spiralate. Cu toate acestea, instituția este vastă dincolo de capacitatea unui om obișnuit de a înțelege cu adevărat și este în proces de prăbușire sub propria greutate. Această serie compară, de asemenea, în mod conștient organizarea sa imperială cu Imperiul Roman, până la punctul de a identifica echivalentele spațiale ale fazelor romane „Principate” și „Dominate”.

### Dune
Universul Dune al lui Frank Herbert amintește din nou de Sfântul Imperiu Roman, precum și de imperiile bizantin și islamic, mai ales având în vedere rolul unor locuitori ai deșertului nesocotiți până acum, care, datorită unei noi religii puternice, se extind pentru a răsturna vechiul imperiu și pentru a construi unul nou. De exemplu, comentatorul egipteano-canadian Khalid M. Baheyeldin a enumerat conceptele și referințele în mod evident islamice care apar în Dune până la găsirea de asemănări multiple între cariera lui Paul Atreides al lui Herbert și cea a profetului islamic Muhammad. 
În Dune, puterea imperiului este deținută în cadrul a trei organizații: familia imperială; Landsraad⁠(d), reprezentând nobilimea și Ghilda Spațială, un monopol al călătoriilor interstelare.

### Warhammer 40.000

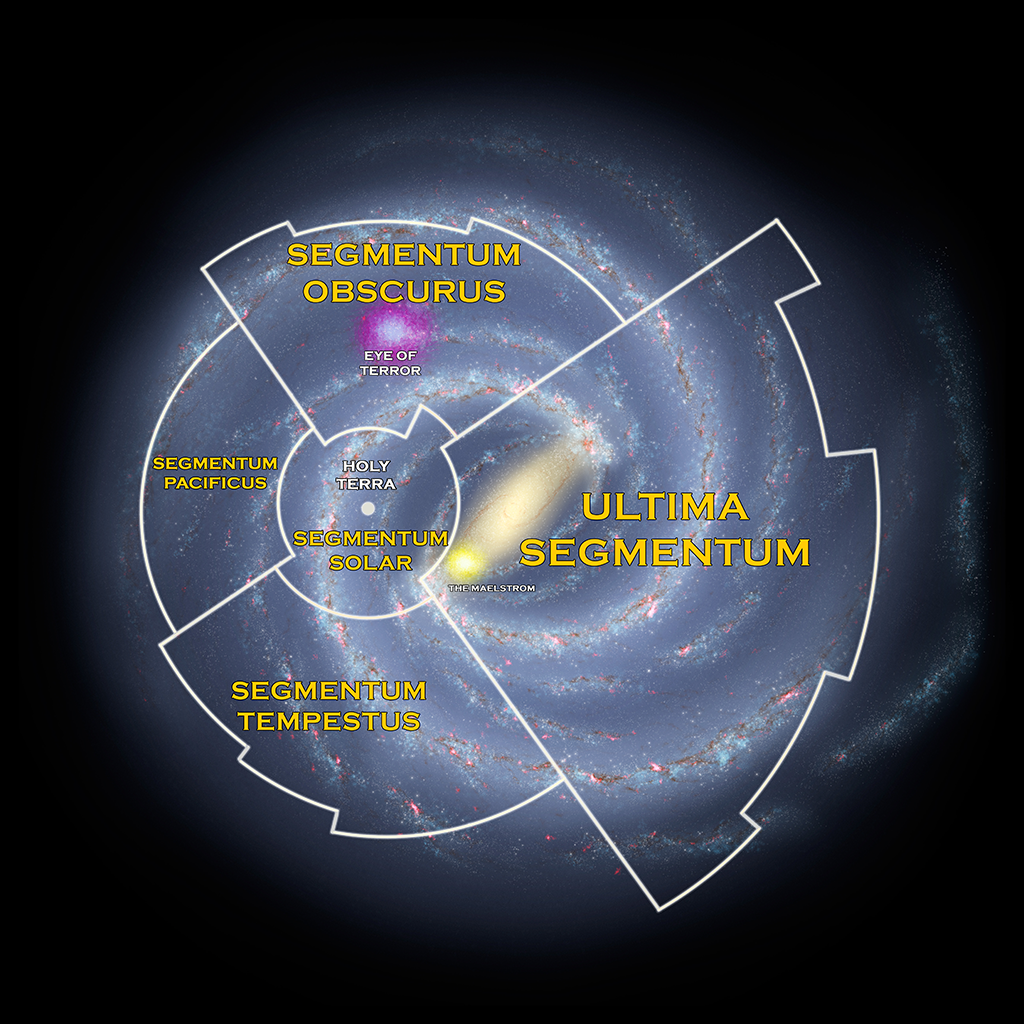
Harta imperiului din Warhammer 40000

Un alt exemplu notabil de imperiu galactic este Imperiul Omului (Imperium of Man) din universul Warhammer 40.000, care este un regim totalitar teocratic feudal industrial și militarist (în mod nominal o monarhie absolută) care se întinde de fapt aproape în întreaga galaxie Calea Lactee. Cea mai mare parte a ficțiunilor din Warhammer 40.000 este plasată la începutul mileniului 41 (aproximativ 38.000 de ani în viitor). În ciuda puterii sale masive, teritoriile Imperiului Omului sunt în mod constant în pericol din cauza conflictelor nesfârșite cu diferite rase extraterestre și facțiuni rebele. Imperiul Omului este gestionat de o birocrație vastă, variind de la Înalții Lorzi ai Terrei până la diverși guvernatori planetari, în mare parte autonomi (pot face ce vor, atâta timp cât plătesc taxe), toți guvernând teritoriile Imperiului în numele Zeului-Împărat în comă. Este susținut de mai multe organizații, cum ar fi Eclesiarhia, biserica sa de stat; și Adeptus Mechanicus, care produce majoritatea echipamentelor sale militare, care funcționează, de asemenea, independent unul de celălalt și de guvernul central Terran.

### Alte imperii
În arcul final al seriei manga Sailor Moon de Naoko Takeuchi, o organizație fictivă numită Shadow Galactica⁠(d) a stabilit un imperiu în toată Calea Lactee. Shadow Galactica fură „semințele stelare”, esența vieții simțitoare din galaxie. Membrii săi provin din diferite sisteme stelare, iar Sailor Galaxia, autoproclamata „Regina de Aur a Umbrei Galactice”, și-a construit palatul în jurul Cazanului Galactic, locul de naștere al întregii vieți în Calea Lactee, situat în Centrul Galactic.
Bertram Chandler a scris două serii interstelare – una care prezintă un Imperiu Galactic condus de o serie de împărătese neereditare, în timp ce cealaltă prezintă o Federație Galactică Republicană. Imperiul și Federația lui Chandler, ambele relativ benigne, au multe în comun – ambele acoperind același volum de spațiu, având aproape același tip de Marină spațială și ambele având aceeași companie comercială de zboruri spațiale numită „The Dog Star Line”, ceea ce sugerează că acestea sunt două cronologii alternative ale istoriei care s-au ramificat din aceeași cultură originală de călătorie în spațiu.
În Ciclul Hainish al scriitoarei Ursula K. Le Guin, entitatea interstelară cunoscută sub numele de „Liga tuturor lumilor” și mai târziu ca „Ekumenul” este în posesia „ansiblului⁠(d)” (un dispozitiv tahionic). Tehnologia face posibile comunicații interstelare instantanee, iar capacitatea de a trimite instantanee nave fără pilot care transportă bombe pe o altă planetă este de asemenea exploatată. Cu toate acestea, ființele vii nu pot supraviețui unei astfel de călătorii și, prin urmare, oamenii sunt limitați la explorarea spațiului la viteze relativiste. În mod corespunzător, această organizație, în ciuda faptului că duce un război pe distanțe interstelare, ajunge să fie mai liberă decât un adevărat imperiu.
„Starways Congress” al autorului Orson Scott Card, o organizație prezentată în lucrarea Vorbitor în numele morților (continuare indirectă a romanului Jocul lui Ender), se bazează în mod similar pe ansiblu. Cu toate acestea, este mai autoritar și mai puțin binevoitor decât creația lui Le Guin. O mare parte din povestea cărții și a continuărilor sale implică încercări de a evita vărsarea de sânge interstelară, în ciuda circumstanțelor dificile.